# Оберраден
Оберраден (нем. Oberraden) — община в Германии, в земле Рейнланд-Пфальц. 
Входит в состав района Нойвид. Подчиняется управлению Ренгсдорф.  Население составляет 653 человека (на 31 декабря 2010 года). Занимает площадь 4,33 км².